# (1784) Benguella
(1784) Benguella est un astéroïde de la ceinture principale.

## Description
(1784) Benguella est un astéroïde de la ceinture principale. Il fut découvert le 30 juin 1935 à Johannesbourg par Cyril V. Jackson. Il présente une orbite caractérisée par un demi-grand axe de 2,40 UA, une excentricité de 0,13 et une inclinaison de 1,5° par rapport à l'écliptique.

## Nom
(1456) Benguella fut nommé d'après le port de Benguela en Angola. Benguela, anciennement orthographié Benguella, fut fondée en 1617 par les portugais et était un centre commercial maritime important. De nos jours, c'est le port en eaux profondes de Lobito, ville proche de Benguela, qui est utilisé pour les échanges maritimes commerciaux. La citation de nommage correspondante et publiée le 1er février 1980 mentionne en effet :

« Nommé d'après le port principal de l'Angola. »

— Minor Planet Circular 5183

## Compléments